# Победитель дракона
«Победитель дракона» (англ. Dragonslayer) — приключенческий фильм с элементами фантастики, выпущенный в 1981 году. Роль Брата Якобса исполнил Иэн Макдермид, который через два года снялся в роли Императора Палпатина в фильме «Звёздные войны. Эпизод VI: Возвращение джедая».

## Сюжет
События фильма разворачиваются в Средневековье. Король заключает с кровожадным драконом соглашение — в обмен на девственниц, которых чудовищу отдают на растерзание, он не трогает остальных подданных королевства. Когда приходит черёд дочери короля отправляться к дракону, на борьбу с ним встают старик-волшебник Ульрих и юноша Гален.

## В ролях
- Питер Макникол — Гален
- Кэтлин Кларк — Валериан
- Ральф Ричардсон — Ульрих
- Джон Халлэм — Тириан
- Иэн Макдермид — брат Якобс
- Альберт Салми — Грейлн
- Джек Пёрвис — шут (в титрах не указан)

## Номинации
- 1982. Премия «Оскар»[1]
  - Лучшие визуальные эффекты — Деннис Мьюрен, Фил Типпетт, Кен Ралстон и Брайан Джонсон
  - Лучшая оригинальная музыка — Алекс Норт
- 1982. Премия «Сатурн»
  - Лучший фантастический фильм
  - Лучшая мужская роль второго плана — Ральф Ричардсон
  - Лучшие костюмы — Энтони Мендельсон
  - Лучшие спецэффекты — Брайан Джонсон и Деннис Мьюрен
- 1982. Премия Хьюго[2]
  - Лучшая постановка — Мэттью Роббинс и Хэл Барвуд